# Lina Cheryazova
Lina Cheryazova (Taskent, 1 de noviembre de 1968-Novosibirsk, 23 de marzo de 2019) fue una deportista uzbeca que compitió en esquí acrobático, especialista en la prueba de salto aéreo.
Participó en dos Juegos Olímpicos de Invierno, en los años 1994 y 1998, obteniendo una medalla de oro en Lillehammer 1994, en el salto aéreo.
Ganó una medalla de oro en el Campeonato Mundial de Esquí Acrobático de 1993.

## Medallero internacional
| Juegos Olímpicos   | Juegos Olímpicos      | Juegos Olímpicos | Juegos Olímpicos |
| Año                | Lugar                 | Medalla          | Prueba           |
| ------------------ | --------------------- | ---------------- | ---------------- |
| 1994               | Lillehammer (Noruega) | Medalla de oro   | Salto aéreo      |
| Campeonato Mundial |                       |                  |                  |
| Año                | Lugar                 | Medalla          | Prueba           |
| 1993               | Altenmarkt (Austria)  | Medalla de oro   | Salto aéreo      |